# 보난자 (드라마)
《보난자》(영어: Bonanza 버낸자[*])는 NBC에서 1959년 9월 12일부터 1973년 1월 16일까지 방영한 미국의 서부극 텔레비전 시리즈이다. 제목은 번영, 대박, 또는 광맥이라는 뜻이며, 골드러시 시대의 미국 서부를 연상시키는 명칭이기도 하다.
1966년 제18회 에미상 드라마 시리즈 작품상 후보에 올랐다.
2002년 TV 가이드에서 뽑은 역대 위대한 텔레비전 쇼 50편 중 43위에 올랐다. TV 가이드는 2013년에 역대 위대한 텔레비전 드라마 60편을 발표하며 또 한 번 이 시리즈를 포함시켰다.
대한민국에서는 TBC 동양방송에서 1965년부터 1976년 7월 22일까지 12년간 인기리에 장기 방영되었다. 1980년대 초반 KBS에서, 2006년 DTN 드라마에서도 방영한 바 있다.

## 개요
이 시리즈는 남북 전쟁 종전 직후인 1861년부터 1867년까지 가장 벤이 이끄는 카트라이트 가족들이 약 2,600 km2에 달하는 폰더로사 대목장에서 살며 겪는 각종 모험을 그린다. 폰더로사는 네바다주 버지니아시티 타호호 동쪽 호숫가에 자리하고 있다. 벤은 세 아내와 차례로 결혼해 각각 아들 한 명씩을 보았고 아내 모두와 사별하였다. 영국계 아내가 낳은 침착한 장남 애덤은 건축가로 목장 집을 지은 장본인이고, 스웨덴계 아내가 낳은 차남 에릭 “호스”는 따뜻한 성미의 거구이며, 루이지애나 크레올 아내가 낳은 막내 조지프 “리틀 조”는 성질이 급하다. 여기에 중국계 이민자 상주 요리사 홉 싱이 감초 같은 인물로 등장한다.

## 출연진

### 메인
| 배우            | 배역                        | 시즌      | 시즌      | 시즌      | 시즌      | 시즌      | 시즌      | 시즌      | 시즌      | 시즌      | 시즌      | 시즌      | 시즌      | 시즌      | 시즌      |
| 배우            | 배역                        | 1         | 2         | 3         | 4         | 5         | 6         | 7         | 8         | 9         | 10        | 11        | 12        | 13        | 14        |
| --------------- | --------------------------- | --------- | --------- | --------- | --------- | --------- | --------- | --------- | --------- | --------- | --------- | --------- | --------- | --------- | --------- |
| 론 그린         | 벤 카트라이트               | 메인      | 메인      | 메인      | 메인      | 메인      | 메인      | 메인      | 메인      | 메인      | 메인      | 메인      | 메인      | 메인      | 메인      |
| 퍼넬 로버츠     | 애덤 카트라이트             | 메인      | 메인      | 메인      | 메인      | 메인      | 메인      | 출연 없음 | 출연 없음 | 출연 없음 | 출연 없음 | 출연 없음 | 출연 없음 | 출연 없음 | 출연 없음 |
| 댄 블로커       | 에릭 “호스” 카트라이트      | 메인      | 메인      | 메인      | 메인      | 메인      | 메인      | 메인      | 메인      | 메인      | 메인      | 메인      | 메인      | 메인      | 출연 없음 |
| 마이클 랜던     | 조지프 “리틀 조” 카트라이트 | 메인      | 메인      | 메인      | 메인      | 메인      | 메인      | 메인      | 메인      | 메인      | 메인      | 메인      | 메인      | 메인      | 메인      |
| 데이비드 캐네리 | “캔디” 캐너데이             | 출연 없음 | 출연 없음 | 출연 없음 | 출연 없음 | 출연 없음 | 출연 없음 | 출연 없음 | 출연 없음 | 리커링    | 메인      | 메인      | 게스트    | 출연 없음 | 메인      |
| 미치 보걸       | 제이미 헌터 카트라이트      | 출연 없음 | 출연 없음 | 출연 없음 | 출연 없음 | 출연 없음 | 출연 없음 | 출연 없음 | 출연 없음 | 출연 없음 | 출연 없음 | 출연 없음 | 메인      | 메인      | 메인      |
| 팀 매서슨       | 그리프 킹                   | 출연 없음 | 출연 없음 | 출연 없음 | 출연 없음 | 출연 없음 | 출연 없음 | 출연 없음 | 출연 없음 | 출연 없음 | 출연 없음 | 출연 없음 | 출연 없음 | 출연 없음 | 메인      |

### 리커링
| 배우          | 배역                 | 시즌      | 시즌      | 시즌      | 시즌      | 시즌      | 시즌      | 시즌      | 시즌      | 시즌      | 시즌      | 시즌      | 시즌      | 시즌      | 시즌      |
| 배우          | 배역                 | 1         | 2         | 3         | 4         | 5         | 6         | 7         | 8         | 9         | 10        | 11        | 12        | 13        | 14        |
| ------------- | -------------------- | --------- | --------- | --------- | --------- | --------- | --------- | --------- | --------- | --------- | --------- | --------- | --------- | --------- | --------- |
| 빅터 센 영    | 홉 싱                | 리커링    | 게스트    | 리커링    | 리커링    | 리커링    | 리커링    | 리커링    | 리커링    | 리커링    | 리커링    | 리커링    | 리커링    | 리커링    | 리커링    |
| 로이 엥글     | 폴 (J.P.) 마틴 의사  | 리커링    | 리커링    | 리커링    | 리커링    | 리커링    | 출연 없음 | 출연 없음 | 출연 없음 | 게스트    | 출연 없음 | 리커링    | 출연 없음 | 출연 없음 | 출연 없음 |
| 그랜던 로즈   | 폴 (J.P.) 마틴 의사  | 게스트    | 출연 없음 | 출연 없음 | 게스트    | 리커링    | 리커링    | 리커링    | 리커링    | 게스트    | 게스트    | 출연 없음 | 출연 없음 | 출연 없음 | 출연 없음 |
| 해리 홀컴     | 폴 (J.P.) 마틴 의사  | 출연 없음 | 출연 없음 | 출연 없음 | 출연 없음 | 출연 없음 | 출연 없음 | 출연 없음 | 출연 없음 | 출연 없음 | 게스트    | 리커링    | 리커링    | 리커링    | 리커링    |
| 레이 틸       | 로이 코피 보안관     | 출연 없음 | 리커링    | 리커링    | 리커링    | 리커링    | 리커링    | 리커링    | 리커링    | 리커링    | 리커링    | 리커링    | 리커링    | 리커링    | 출연 없음 |
| 빙 러셀       | 클렘 포스터 보안관보 | 출연 없음 | 출연 없음 | 출연 없음 | 리커링    | 게스트    | 게스트    | 게스트    | 리커링    | 리커링    | 리커링    | 리커링    | 리커링    | 리커링    | 리커링    |
| 캐시 브라운   | 로라 데이턴          | 출연 없음 | 출연 없음 | 출연 없음 | 출연 없음 | 리커링    | 출연 없음 | 출연 없음 | 출연 없음 | 출연 없음 | 출연 없음 | 출연 없음 | 출연 없음 | 출연 없음 | 출연 없음 |
| 케이티 스위트 | 페기 데이턴          | 출연 없음 | 출연 없음 | 출연 없음 | 출연 없음 | 리커링    | 출연 없음 | 출연 없음 | 출연 없음 | 출연 없음 | 출연 없음 | 출연 없음 | 출연 없음 | 출연 없음 | 출연 없음 |
| 가이 윌리엄스 | 윌 카트라이트        | 출연 없음 | 출연 없음 | 출연 없음 | 출연 없음 | 리커링    | 출연 없음 | 출연 없음 | 출연 없음 | 출연 없음 | 출연 없음 | 출연 없음 | 출연 없음 | 출연 없음 | 출연 없음 |
| 루 프리젤     | 더스티 로즈          | 출연 없음 | 출연 없음 | 출연 없음 | 출연 없음 | 출연 없음 | 출연 없음 | 출연 없음 | 출연 없음 | 출연 없음 | 게스트    | 게스트    | 리커링    | 게스트    | 출연 없음 |